# Rouzan al-Najjar

Rouzan al-Najjar mit Blume: Detail der Mauerwand der Israelischen Sperranlagen (Westjordanland) in Bethlehem

Rouzan („Razan“) Ashraf Abd al-Qadir al-Najjar (arabisch رزان أشراف عبد القادر النجار, DMG Razān Ašrāf ʿAbd al-Qādir an-Naǧǧār; * 13. September 1997 in Chan Yunis; † 1. Juni 2018 an der Grenze von Gaza) war eine palästinensische Rettungshelferin der Palestinian Medical Relief Society (PMRS), die im Gazastreifen von dem Überschallprojektil eines Scharfschützen der Israelischen Sicherheitskräfte (ISF) getötet wurde, als sie ehrenamtlichen Sanitätsdienst während der Proteste an der Grenze verrichtete. Zur Zeit des Geschehens war die 20-Jährige durch Sanitäterinnen-Kleidung als Teil des medizinischen Personals zu erkennen und stellte gemäß der UN-Menschenrechtskommission, der Weltgesundheitsorganisation (WHO) und der israelischen Menschenrechtsorganisation B’Tselem keine Gefahr für die ISF-Soldaten dar, die etwa 100 Meter entfernt auf israelischem Gebiet hinter einem Sandhügel verschanzt waren.
Nach einer umfangreichen Untersuchung von The New York Times und Forensic Architecture, die auf Zeugenaussagen und über 1000 Fotos und Smartphone-Videos des Geschehens basierte, war das Geschoss vom Boden abgeprallt und hatte das Knie des palästinensischen Sanitäters Rami Abu Jazar durchdrungen, bevor es al-Najjar tödlich in der Brust traf.
Die von der israelischen Armee editierte Version eines Interviews, das al-Najjars Rolle als die eines „menschlichen Schildes der Hamas“ belegen sollte, erwies sich als unzulässig geschnitten, was den Protest der Vereinten Nationen hervorrief, da die manipulierte Fassung zu massiven „Hasskommentaren und entmenschlichender Terminologie“ gegen das Opfer geführt hatte. Auch unbelegbare Beschuldigungen palästinensischer Aktivisten gegen ein weibliches Mitglied der ISF als verantwortliche Scharfschützin wurden von den UN kritisiert.
Al-Najjar war bereits zuvor in ihrer Funktion als Ersthelferin im Gazagrenzkonflikt bekannt gewesen, da Medien wie New York Times, Al Jazeera und Al Mayadeen über sie berichtet hatten und sie als Ikone galt, wodurch der Vorwurf einer vorsätzlichen Tat verschärft erschien. Nach ihrem Tod wurde al-Najjar zu einem Symbol der Proteste in Gaza von 2018.
Während die israelische Armee von sich weist, dass es sich um eine vorsätzliche Tat gehandelt habe, kommt B’Tselem zu dem „nur einen möglichen Schluss“ einer gezielten Tötung. Dem Urteil schloss sich u. a. der israelische Publizist Uri Avnery an, der von einem „Kriegsverbrechen“ sprach und die offizielle israelische Darstellung „Gehirnwäsche“ nannte. Der Sprecher der israelischen Armee, Jonathan Conricus, sprach dagegen von einem „Unfall“.
Der Vorfall wurde mehrfach von den Vereinten Nationen erörtert und führte international zu emotionalen Debatten, in der die eine Seite zivile Opfer und „exzessive Gewalt“ durch israelische Kriegshandlungen konstatierte, dagegen die andere Seite den Vorwurf als „Israel-Bashing“ in einem Fall der Verteidigung der Grenze zurückwies.

## Leben
Herkunft und Ausbildung
Rouzan al-Najjar stammte aus bescheidenen Verhältnissen. Sie war das älteste von sechs Kindern und hatte drei Brüder und zwei Schwestern. Ihr Vater war zunächst in Israel in der Stahlindustrie tätig gewesen. Aufgrund von Auflagen war es nicht mehr möglich, über die Grenze zu reisen, weshalb er im Gazastreifen ein Geschäft für Motorradzubehör eröffnete, das bei einem israelischen Luftangriff 2014 aber zerstört wurde. Al-Najjars Vater war seitdem arbeitslos. Die Familie lebte in einer Wohnung bei Verwandten in Khuza, 500 Meter von der Grünen Linie entfernt und in Reichweite an der Grenze stationierter israelischer Soldaten. Das Wohngebäude war daher mit einer vier Meter hohen Mauer umgeben.
Aufgrund der wirtschaftlichen Bedingungen konnte al-Najjar nach dem Besuch der staatlichen Schule in Khusa kein Studium aufnehmen und absolvierte stattdessen eine zweijährige Rettungshelferin-Ausbildung im Al Nasser Krankenhaus in Khan Younis und arbeitete dann bei der Palestinian Medical Relief Society.
Al-Najjar verbrachte ihr Leben in der Zeit der Gaza-Blockade und mehrerer militärischer Konflikte. Sie erlebte den Kampf um Gaza Juni 2007, die Luftangriffe und die Invasion der israelischen Armee im Gaza-Krieg von 2008/2009, die israelische Militäroffensive in Gaza vom November 2012, den Gaza-Krieg von 2014 und schließlich die Gaza-Proteste von 2018, bei denen sie seit deren Beginn am 30. März als Rettungshelferin der PMRS tätig war.
Pazifismus und Feminismus
Für die Verhältnisse in Gaza galt al-Najjar als pazifistisch und auch als feministisch, da sie sich traditionellen Gender-Rollen entgegenstellte. In einem Interview mit der New York Times am 7. Mai 2018 hatte sie erklärt, dass die Rettungshelfer nur eine Botschaft an die Welt hätten: „Ohne Waffen, so können wir alles tun.“ Und Frauen müssten von der Gesellschaft als starke Personen akzeptiert werden, sei es freiwillig oder notgedrungen: „Denn wir haben mehr Kraft als jeder Mann. Die Kraft, die ich am ersten Tag der Proteste als Rettungshelferin gezeigt habe, müssen Sie bei jemandem anders erstmal finden.“
Ähnlich hatte sich al-Najjar im TV-Sender Al Mayadeen geäußert:

„Mit all meiner Kraft, mit meinem Willen und meiner Ausdauer, was auch immer Ihr mir antut, welchen Gefahren, Projektilen, Sprengstoffen oder Tränengas ich ausgesetzt bin, ich werde meinen Weg und meine Reise fortsetzen. Ich werde die Verletzten retten, auf dass sie zurück gehen und ihr Land verteidigen und unser Land zurückholen können.“

Doch habe al-Najjar auch in traditioneller Weise ihrem Vater gehorcht. Sie sei bedacht auf ihr Äußeres gewesen und habe für eine Aussteuer gesammelt, da sie und der 23-jährige Sanitäter Izzat Shatat nach dessen Aussage nach dem Ramadan ihre Verlobung bekannt geben wollten.
Vorfälle im April 2018
Im April hatte al-Najjar dem TV-Sender Al Jazeera erklärt, dass die israelische Armee sie als Ziel ausgemacht und mehrfach auf sie geschossen hätte und dass sie von den Verletzten fern bleiben solle, das alles aber ignoriere. Medico International erklärte, dass sie am 20. April 2018 von einem gummiummantelten Stahlgeschoss am Fuß getroffen worden sei, am 28. April habe sie ein Tränengasbehälter an der Brust getroffen.

## Tod

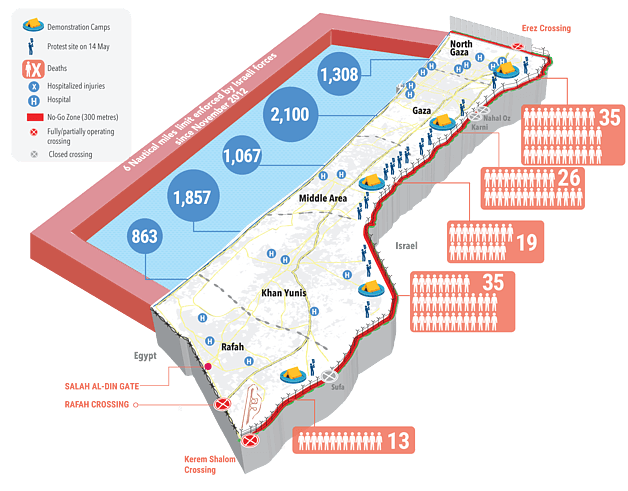
Gazastreifen und Zahlen palästinensischer Opfer der Proteste, inzwischen veralteter Stand vom 31. Mai 2018

Bei den am 30. März 2018 begonnenen Protesten, die innerhalb des Gazastreifens vor der Grenze zum israelischen Staatsgebiet stattfanden, als „Great March of Return“ bezeichnet, war al-Najjar als freiwillige Rettungshelferin der Palestinian Medical Relief Society (PMRS) mit anderen Sanitätern dafür zuständig, die von Tränengasbehältern, Gummigeschossen und scharfer Munition verwundeten Protestierenden zu versorgen und aus der Gefahrenzone zu tragen, so dass sie ins Krankenhaus transportiert werden konnten. Es steht außer Zweifel, dass al-Najjar auch am 1. Juni einen Sanitäterinnen-Kittel und eine weiße, mit einem roten retroreflektierenden Streifen ausgestattete Sanitäterinnen-Weste über der Jeans trug und somit als dem medizinischen Personal zugehörig zu erkennen war.
Die Ereignisse ihres Todes wurden in dem Bericht der bereits am 18. März 2018 von der durch die UN-Resolution S 28/1 eingesetzten Internationalen Kommission zur Untersuchung der Proteste in den besetzten Palästinensischen Gebieten des UN-Menschenrechtsrates zusammengefasst, u. a. von der Weltgesundheitsorganisation (WHO), der israelischen Menschenrechtsorganisation B’Tselem, medico international und der gemeinsamen Untersuchung von New York Times und Forensic Architecture bestätigt.
Demnach demonstrierten am 1. Juni, dem dritten Freitag des Ramadan, gegen 15 Uhr hunderte von Palästinensern in einiger Entfernung von der Sperranlage um den Gazastreifen zu israelischem Gebiet. Einige schickten brennende Drachen über die Grenze und warfen Steine mit Steinschleudern. Ab etwa 15 Uhr 30 beantworteten die israelischen Sicherheitskräfte das mit Gummigeschossen und über die Grenze geschossenen Tränengasbehältern, wobei etwa 100 Demonstranten verwundet wurden. Einer von ihnen sei von Rouzan al-Najjar versorgt und gerettet worden. Auf etwa 40 Demonstranten wurde von den Soldaten der israelischen Verteidigungsstreitkräfte (ISF) dann scharf geschossen. Gegen 18 Uhr 30 hatten sich die Aktivitäten auf beiden Seiten jedoch etwas gelegt. Die durch Videomaterial rekonstruierten Ereignisse zeigen, dass al-Najjar gemeinsam mit vier ebenfalls als Sanitätern erkenntlichen Kollegen zwei Demonstranten zu Hilfe kam, die von Tränengasbehältern getroffen worden waren. Die Sanitäter, so die UN und B’Tselem, hätten ihre Arme in die Richtung der Scharfschützen als Zeichen friedlicher Absichten erhoben, woraufhin die Waffen aber nicht gesenkt worden seien. Gemäß der Rekonstruktion von New York Times und Forensic Architecture und gemäß der UN-Menschenrechtskommission befanden sich drei speziell ausgebildete ISF-Scharfschützen hinter einem der als Schutzwall aufgeschütteten Sandhügel auf israelischem Gebiet verschanzt, die Entfernung zu al-Najjar wurde mit 109 Metern berechnet. Nach Zeugenaussagen seien dann drei Schüsse zu hören gewesen. Der UN-Bericht sagt aus, dass die Sicht zu dieser Zeit, um 18 Uhr 31, gut gewesen sei.
Nach eigenen Angaben und denen der UN-Menschenrechtskommission verwendeten die ISF-Soldaten für die Hochgeschwindigkeits-Schüsse auf Demonstranten aus der Entfernung von über 70 Metern die US-amerikanischen Scharfschützengewehre SR 25 und M24, dazu konstruiert, um aus einer Entfernung von bis zu einem Kilometer oder mehr eingesetzt zu werden, mit 7,62 x 51 mm NATO-Munition bestückt, die Überschallgeschwindigkeit erreicht.
Das Projektil sei kurz vor dem Sanitäter Rami Abu Jazar vom Boden abgeprallt und habe sich geteilt. Das eine der beiden Fragmente des Projektils durchschoss das linke Knie des Sanitäters, traf dann in die Brust der hinter ihm stehenden Rouzan al-Najjar und trat aus dem Rücken wieder aus. Das andere Fragment traf den Sanitäter Mohammed Shafee im Becken.
Die unabhängigen Menschenrechtsorganisationen sind sich darin einig, dass der Schuss gezielt auf medizinisches Personal abgefeuert wurde, das keine Gefahr für die verschanzten Scharfschützen auf der anderen Seite des Grenzzaunes darstellte.
Rouzan al-Najjar wurde umgehend ins European Gaza Hospital gebracht, wo Ärzte um 19 Uhr 10 ihren Tod feststellten. Sie war das 119. Todesopfer auf palästinensischer Seite seit Beginn der Grenz-Proteste am 30. März, die zweite getötete Frau und das zweite Todesopfer, das zum medizinischen Personal gehörte (keine Todesopfer auf israelischer Seite).
An al-Najjars Begräbnis am nächsten Tag nahmen Tausende von Menschen teil, darunter einige, die sie als Rettungshelferin versorgt hatte. Ihr Körper wurde in eine palästinensische Flagge eingehüllt und durch die Straßen getragen. Ihr Vater trug die blutbefleckte Weste der Tochter. Trauernde forderten Rache. Al-Najjars Tod rief ein weltweites Medienecho hervor.

## Reaktionen der Vereinten Nationen
Der Fall al-Najjar wurde von den Organen der Vereinten Nationen namentlich und separat und auch innerhalb der generellen Bewertung der Gaza-Proteste von 2018 als einer der Fälle erwähnt, die unter den Artikel 4 der Genfer Konventionen zum Schutz von Zivilpersonen wie des medizinischen Personals eingeordnet wurden. Das Ereignis wurde im Bericht der am 18. Mai 2018 eingesetzten Internationalen Kommission zur Untersuchung der Proteste in den besetzten Palästinensischen Gebieten des UN-Menschenrechtsrates ausführlich erörtert. Die Kommission war mit den Stimmen der Mehrheit der UN-Generalversammlung eingesetzt worden, nachdem die USA als einziger beteiligter Staat per Veto des Ständigen Mitglieds des Sicherheitsrates am 1. April eine Resolution blockiert hatten, die vorsah, Israel für die zivilen Opfer in Gaza zu verurteilen. Israel lehnte es jedoch ab, mit der daraufhin durch die Generalversammlung eingesetzten Kommission zusammenzuarbeiten, wodurch Zeugenbefragungen und andere Untersuchungen auf israelischem Staatsgebiet ausgeschlossen wurden.
Am 2. Juni 2018 gaben Agenturen bei den Vereinten Nationen Presseerklärungen heraus, die den Tod der als solcher erkennbaren Rettungshelferin al-Najjar als „verwerflich“ bezeichneten. Der Leiter des UN-Menschenrechtsbüros für die besetzten palästinensischen Gebiete, James Heenan, beantwortete den Einwand, die Scharfschützen hätten sich verteidigt, damit, dass es sehr schwer sei einzusehen, „wie Razan eine derartige Gefahr für schwerbewaffnete, gut gesicherte israelische Soldaten („Israeli forces“) in Verteidigungsstellungen auf der anderen Seite des Zaunes darstellen konnte.“
Nikolay Mladenov, UN-Beauftragter für den Mittleren Osten, twitterte am Tag nach al-Najjars Tod: „Medizinisches Personal ist #NotATarget! (Kein Ziel!) Meine Gedanken und Gebete gehen zur Familie von #Razan_AlNajjar! #Palästinenser in #Gaza haben genug Leid. #Israel muss seinen Einsatz von Gewalt kalibrieren, und die Hamas hat Vorfälle am Zaun zu verhindern. Eskalation kostet nur noch mehr Leben.“
Der stellvertretende UN-Sonderkoordinator für den Nahost-Friedensprozess, Jamie McGoldrick, erklärte, es müsse Mitarbeitern des Gesundheitswesens „erlaubt sein, ihre Aufgaben ohne die Furcht erfüllen zu können, getötet oder verletzt zu werden.“ Die „Tötung einer klar identifizierbaren Angehörigen des medizinischen Personals durch Sicherheitskräfte während einer Demonstration“ sei „besonders verwerflich“. McGoldrick erklärte, es sei „schwer zu sehen, wie das mit Israels Verpflichtung als Besatzungsmacht einhergeht, das Wohlergehen der Bevölkerung in Gaza sicherzustellen.“
UN-Resolution A/RES/ES-10/20

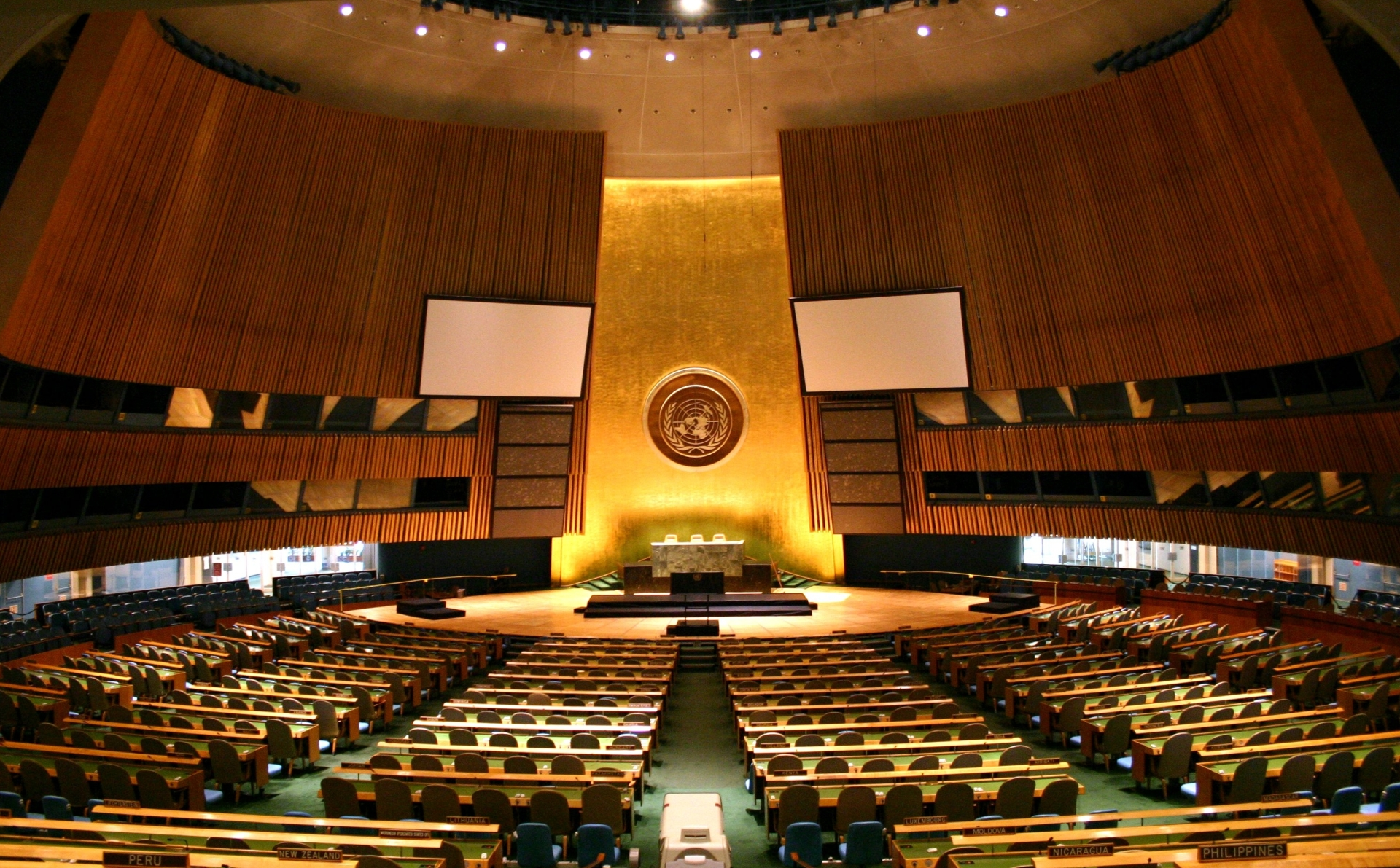
Sitzungssaal der Generalversammlung

Am Tag des Vorfalls hatten die USA per Veto im UN-Sicherheitsrat auch die Resolution 13362 abgelehnt, gegen die Stimmen der Ständigen Mitglieder Großbritannien, Frankreich, China und Russland und sechs weiteren Staaten. Der Antrag sah u. a. vor, den „Einsatz scharfer Munition der israelischen Verteidigungsstreitkräfte gegen zivile Protestierende“ zu verurteilen.
Daraufhin wurde am 13. Juni 2018 die Resolution A/RES/ES-10/20 vor der UN-Generalversammlung eingebracht, in der ein Vetorecht nicht gegeben ist. Mit 120 Stimmen dafür und 8 dagegen verurteilte die Resolution den „exzessiven, unverhältnismäßigen und undifferenziert angewendeten Gebrauch von Gewalt durch Israelische Einheiten gegen palästinensische Zivilisten in den besetzten Gebieten, einschließlich Ostjerusalem und insbesondere dem Gazastreifen.“ Unter dem Text „Schutz der palästinensischen zivilen Bevölkerung“ wurde Israel aufgefordert, von Handlungen abzusehen, die den Artikel 4 der Genfer Konventionen missachten.
Die US-amerikanische UN-Botschafterin Nikki R. Haley, die mit den Botschaftern von Israel, Australien, Togo und vier pazifischen Inselstaaten gegen die Resolution gestimmt hatte, erklärte dagegen, dass zur gleichen Zeit auch Demonstrationen in Nicaragua, dem Iran und Myanmar stattfinden würden, die UN-Vollversammlung „ihre wertvolle Zeit aber der Situation in Gaza“ widme und dass es „ein bevorzugter politischer Sport“, sei, Israel anzugreifen. Haley wandte ein, dass die Terrororganisation Hamas hunderte von Raketen von Gaza aus auf israelisches Gebiet abgeschossen habe. Auch der israelische UN-Botschafter, Danny Ben Yosef Danon, wies auf die Hamas hin und betonte Israels Selbstverteidigungsrecht, das die internationale Gemeinschaft durch das Votum schmälern wolle.
Resümee des UN-Menschenrechtsrates
In seinem Abschlussbericht vom 25. Februar 2019 hielt der UN-Menschenrechtsrat fest, dass israelische Scharfschützen während der Gaza-Proteste von 2018 drei Angehörige des medizinischen Personals erschossen und 40 durch scharfe Munition teils schwer verwundet haben. Zu den Todesopfern gehörten außer Rouzan al-Najjar, dort unter Punkt B, 69 erwähnt (Medizinisches Personal, tödlich getroffen), der 35-jährige Musa Abu Hassainen, der 300 Meter vom Grenzzaun entfernt gewesen sei, und der 22-jährige Abed Abdullah Qotati. Die UN-Kommission schloss, sie habe „hinreichende Gründe zu glauben, dass israelische Scharfschützen Mitarbeiter des Gesundheitswesens willentlich erschossen haben“. Der Vorsitzende der Kommission, Santiago Canton, äußerte die Möglichkeit, dass einige der Menschenrechtsverletzungen „Kriegsverbrechen oder Verbrechen gegen die Menschlichkeit“ gewesen sein könnten, die „Israel umgehend untersuchen“ müsse.

## Reaktionen in Israel
Zunächst erklärte die israelische Armee, Rouzan al-Najjar sei nicht von israelischer Seite aus getroffen worden. Die Umstände ihres Todes würden aber noch untersucht werden. Am 5. Juni 2018 wurde die Aussage dahingehend korrigiert, dass al-Najjar kein vorsätzliches Ziel der israelischen Scharfschützen gewesen sei. Zwei Tage darauf twitterte Avichay Adraee, der Leiter der arabischen Medienabteilung der israelischen Armee, als solcher in der gesamten arabischen Welt bekannt, sie sei nicht der „Engel der Barmherzigkeit“ gewesen, zu dem die Hamas sie erkläre. Gemeinsam mit dem Tweet verbreitete Adraee geschnittene Videoclips, die al-Najjar mit gezeichneten Engelsflügeln und Heiligenschein zeigten und jedoch belegen sollten, dass sie an den Kämpfen beteiligt gewesen sei, was gemeinsam mit der Erklärung, sie sei aber kein vorsätzliches Ziel gewesen, zu „Fragen bei Kommentatoren bezüglich der Intention der Kampagne“ geführt habe, so die Times of Israel.
Einer der von Adraee verbreiteten Video-Clips sollte zeigen, dass al-Najjar aus etwa hundert Metern Entfernung einen Tränengasbehälter auf die Soldaten geworfen habe, was umgehend von Haaretz und der New York Times als „editiert“ zurückgewiesen wurde, da der Filmausschnitt weder identifizierbar al-Najjar zeige, noch an dem betreffenden Tag gedreht worden sei und auch nicht belege, dass der Tränengasbehälter in die Richtung irgendeiner Person geschleudert, vielmehr zur Gefahrenabwehr beiseite geworfen worden sei.
Ein weiterer Filmausschnitt betraf ein Interview, das al-Najjar Al Mayadeen gegeben und in dem sie gesagt hatte, sie agiere „als ein menschlicher Schutzschild für die Verwundeten innerhalb des Frontgebietes“, wobei im Tweet der letzte Teil herausgeschnitten und der Satz auf die Aussage verkürzt worden war, dass sie nur „ein menschlicher Schutzschild“ gewesen sei. Dazu wurde behauptet, dass sie ein solcher menschlicher Schild gewesen sei, den die Hamas benutze.
Der israelische Botschafter in Großbritannien, Mark Regev, setzte daraufhin in einem Tweet zu al-Najjar die Bezeichnung „medizinisches Personal“ in Anführungszeichen und erklärte, ihr Tod sei ein weiterer Beweis für die Brutalität der Hamas.
Ofir Gendelman, der Sprecher des israelischen Premierministers Benjamin Netanyahu, teilte den Tweet von Adraee und fragte: „nehmen Sanitäter an Aufständen teil und sagen, dass sie menschliche Schilde für Terroristen sind? Hamas benutzte sie als einen menschlichen Schild für die Terroristen, die unsere Grenze stürmen.“
Die Manipulationen der Video-Clips riefen weltweit, aber auch in Israel Hass-Kommentare und schließlich Empörung und den Protest den Vereinten Nationen hervor. Der Armee wurde eine „Schmierenkampagne“ vorgeworfen.
Die israelische Publizistin Amira Hass schrieb in Haaretz von „Lügen und Soldaten“ und fragte: „Warum nicht eine Sanitäterin posthum zur Terroristin erklären? Es ist die einfachste Lösung“ und diene dazu, dass „das militärische Establishment die Tötung von al-Najjar als ein Problem für die Mehrheit der Israelis“ beseitige.
Gideon Levy äußerte, dass Israel, „nachdem es Razan al-Najjar getötet“ habe, nun ihren Charakter töte.
Robert Mackey sah den Umstand, dass al-Najjar keinerlei Gefahr für die Soldaten dargestellt habe, als prekär für die Erklärung der israelischen Armee, dass die Scharfschützen nicht auf friedliche Demonstranten, Journalisten und Sanitäter schießen würden.
Der Publizist und ehemalige Abgeordnete der Knesset, Uri Avnery, sprach von einer „Gehirnwäsche“ der israelischen Öffentlichkeit (s. u.).
Der Bericht der UN-Menschenrechtskommission merkte an, dass die „Verbreitung solcher veränderter Videos, die von hohen israelischen Regierungsvertretern geteilt wurden, illustriert, wie schnell und wie weit sich Desinformationen in sozialen Medien verbreiten.“ Die Kommission habe beobachtet, „wie solche Posts Haßreden und entmenschlichende Sprache provozierten, auf die Demonstranten des 'Großen Marsches der Rückkehr' gerichtet, einschließlich der da schon verstorbenen al-Najjar.“
Von palästinensischer Seite wurde gleichermaßen über Facebook und Twitter die Behauptung bezüglich einer Soldatin der israelischen Armee verbreitet, die als die verantwortliche Scharfschützin präsentiert wurde, wofür die UN-Menschenrechtskommission keine Belege finden konnte.
Am 28. Oktober 2018 wies der Anwalt der israelischen Armee, Brigadegeneral Sharon Afek, die Ergebnisse der ersten militärischen Untersuchung vom Juni zurück und ordnete der Militärpolizei an, den Fall als Strafsache zu untersuchen. Ein Ergebnis steht noch aus (Dezember 2019).

## Die „Politik des Offenen Feuers“

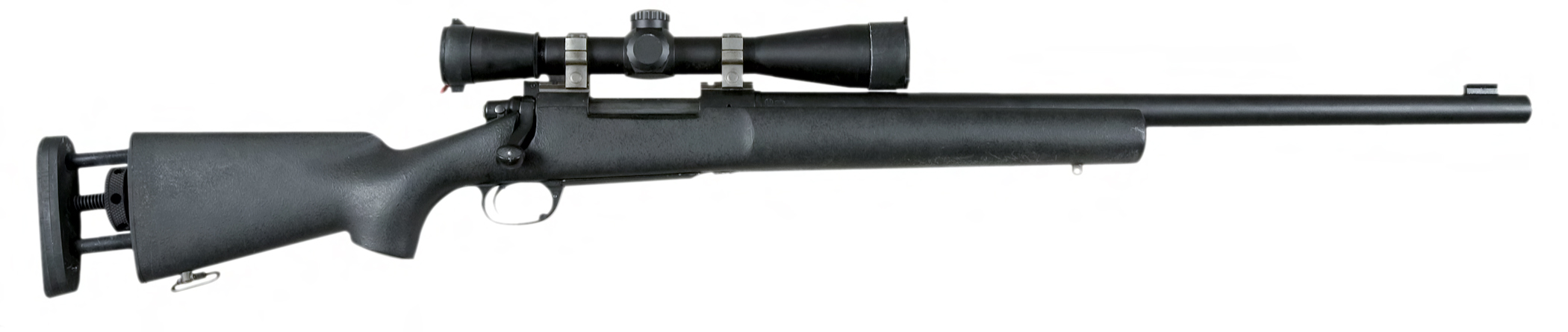
Das M24 SWS: eines von zwei Scharfschützengewehren, die die ISF für Überschallgeschwindigkeitsschüsse aus einer Entfernung von mehr als 70 Metern einsetzt

Der Einsatz von Scharfschützen als Reaktion auf die Proteste an der Grenze von Gaza führte auch in Israel zu einer Kritik des „Offenen Feuers“, von den Bekenntnissen ehemaliger Scharfschützen des 50. Bataillons der Nahal-Brigade, der Organisation Breaking the Silence, befördert und von B’Tselem auf den Fall al-Najjar bezogen.
Im Verlauf der Aktivitäten von Breaking the Silence hatte Nadav Weiman, der ehemalige Elitesoldat einer Scharfschützeneinheit der israelischen Armee, am 10. April 2018 im Fernsehsender Israeli TV und kurz darauf in der Süddeutschen Zeitung und auf BBC die Vorgehensweise der Scharfschützen erläutert und deren Anwendung für die aktuellen Proteste in Gaza kritisiert:

„Scharfschützen schießen gezielt einzelne Personen ab; wer unbewaffnete Demonstranten warnen will, setzt normale Soldaten ein. Wir Sniper sind zum Töten ausgebildet, wir stoppen keinen Protest. Unser Job ist es, unbemerkt irgendwo zu liegen, sehr lange zu warten und schließlich einen Schuss abzugeben, der trifft. (…) Man zielt möglichst genau, um seine Aufgabe zu erfüllen. Manche prahlen mit der Zahl ihrer Opfer. Die Formulierung ist dann aber nicht 'soundsoviele Tote', sondern 'soundsoviele Kreuze am Gewehr'. Wie es für diejenigen war, die in letzter Zeit am Grenzzaun stationiert waren, weiß ich nicht. Es kann sich schon anders anfühlen, wenn man auf unbewaffnete Frauen oder Kinder schießen muss, von denen keine Gefahr ausgeht. (…) Mir war immer bewusst, dass ich ein Leben beende. Wenn ich durch das Zielfernrohr einen Menschen anvisierte, dachte ich: Ich sehe jetzt die letzten Momente seines Lebens mit an. Ich wusste beim Abdrücken, dass ich das für immer vor mir sehen werde. (…) Für mich wird da ein unbewaffneter Protest zum bewaffneten Konflikt erklärt. Bislang ist kein israelischer Soldat gestorben, keinem israelischen Zivilisten wurde ein Haar gekrümmt, kein Kibbuz wurde überrannt.“

Die israelische Menschenrechtsorganisation B'tselem untersuchte den Fall al-Najjar und kam zu dem Schluss, dass der Schuss vorsätzlich abgefeuert wurde.
Es heißt weiter:

„Die Tötung von al-Najjar ist eine direkte Folge der Politik des Offenen Feuers, die Israel seit dem Beginn der Proteste anwendet. (…) Die Zurückweisung der Verantwortung für al-Najjars Tötung durch den IDF-Sprecher und andere israelische Offizielle sollte nicht als eine Instanz von kompetenten Autoritäten zur Informierung der Öffentlichhkeit ausgelegt werden. Sie ist schlichtweg Teil der Bemühungen der für diese Politik Verantwortlichen, den Schaden für Israels Image durch Verschleierung und Weißwäscherei zu lindern. Denn, die Propaganda und die Realität sind verschiedene Dinge. In der Realität ist Israel den Tötungen der Palästinenser gegenüber gleichgültig. Ansonsten hätte es seine Politik des Offenen Feuers geändert und es unterlassen, auf unbewaffnete Protestierende auf der anderen Seite des Grenzzaunes zu schießen, die keine Gefahr für irgendjemanden darstellen. Die Evidenz dieser kriminellen Politik ist wiederholt zu finden, da das Militär darauf beharrt, sie unverändert zu verfolgen und seinen Apparat der Weißwäscherei dazu benutzt, es zu verschleiern, was nahezu immer sicherstellt, dass niemand für die Tötung von Palästinensern zur Verantwortung gezogen wird, selbst nicht in derart empörenden Umständen wie bei al-Najjars Tötung.“

## „Gehirnwäsche“, „Kriegsverbrechen“, „Israel-Bashing“
Die Tötung von al-Najjar wurde international nahezu einhellig verurteilt, doch waren auch Stimmen zu vernehmen, die das zurückwiesen und etwa von „Israel-Bashing“ sprachen.
Die Aktivistin der Mizrahi feminism, Orly Noy, zog das Fazit, es sei ein „deprimierendes Faktum, dass von Israelis getötete Palästinenser für die meisten in der israelischen Öffentlichkeit grundsätzlich schuldig“ seien: „Die Identität der Verstorbenen oder die Umstände der Tötung sind irrelevant.“
Der israelische Publizist und ehemalige Abgeordnete der Knesset, Uri Avnery, sprach in einem seiner letzten Artikel von einer „Gehirnwäsche“ der israelischen Öffentlichkeit, die sich im Fall al-Najjar erneut zeige:

„Der Scharfschütze, der sie in die Brust schoss, hat gesehen, dass sie eine Sanitäterin war, die einen Verwundeten behandelte. Es war eindeutig ein Kriegsverbrechen.
Gab es einen öffentlichen Aufschrei? Forderten die Medien eine Untersuchung? War dieses Ereignis den Medien eine Schlagzeile wert? Hielt die Knesset eine Schweigeminute ab? Nichts von alledem. Eine kleine Nachricht in einigen – bei Weitem nicht allen – Zeitungen. Ein ausgezeichneter Artikel der bewundernswerten Amira Hass in Haaretz. Das war alles.
Ein paar Tage vergingen und dann gab es im Ausland Aufschreie. Das argentinische Fußball-Team mit dem bewunderten Messi sagte ein Freundschaftsspiel gegen das israelische Team ab, das in Jerusalem stattfinden sollte.
Den Gehirnwäschern wurde klar, dass es ihnen unmöglich war, nicht zu reagieren. Und so veröffentlichte ein Armeesprecher eine Verlautbarung, in der es hieß, dass es eine Untersuchung gegeben habe. Was hat sie aufgedeckt? Es sei eindeutig aufgeklärt worden, niemand habe Razan erschossen. Sie sei von einem Querschläger getroffen worden, der weit weg von ihr auf dem Boden aufgeschlagen sei. Das ist eine krasse Lüge, für die sich sogar ein Armee-Lügner schämen sollte. Die Öffentlichkeit, die ja einer Gehirnwäsche unterzogen worden ist, schluckte das.“

Kontroverse Dispute wurden von den am 30. Dezember 2018 von der New York Times und Forensic Architecture publizierten Ergebnissen der Untersuchung hervorgerufen, für welche vor Ort per Drohnen 3-D-Aufnahmen des Geländes angefertigt und über 1000 Fotos und Video-Mitschnitte ausgewertet und etwa 30 Zeugen und 30 weitere Personen (Familienmitglieder, Freunde, Bekannte, Lehrer, Mitglieder der Israelischen Armee, ehemalige israelische und US-amerikanische Scharfschützen, Ärzte und Ballistik-Experten) befragt wurden.
Die New York Times schloss, dass die Angaben der israelischen Armee zum Geschehen, das zu al-Najjars Tod führte, „ungenau“ gewesen seien und dass der tödliche Schuss „bestenfalls rücksichtslos und möglicherweise ein Kriegsverbrechen“ gewesen sei, „für das bisher niemand zur Verantwortung gezogen wurde.“
Auch der ehemalige Rechtsberater im Pentagon und Professor der New York University School of Law, Ryan Goldman, sah durch die Schüsse auf medizinisches Personal die Linie zum Kriegsverbrechen überschritten.